# Calcio ai VII Giochi del Mediterraneo
Il torneo di calcio ai VII Giochi del Mediterraneo si è svolto dal 24 agosto al 6 settembre 1975.

## Fase a gironi

### Gruppo A
| Gruppo A | Gruppo A | Gruppo A | Gruppo A | Gruppo A | Gruppo A | Gruppo A | Gruppo A | Gruppo A |
| Squadra  | G        | V        | N        | P        | F        | S        | DR       | PT       |
| -------- | -------- | -------- | -------- | -------- | -------- | -------- | -------- | -------- |
| Algeria  | 4        | 4        | 0        | 0        | 10       | 1        | +9       | 8        |
| Francia  | 4        | 3        | 0        | 1        | 6        | 3        | +3       | 6        |
| Egitto   | 4        | 2        | 0        | 2        | 9        | 7        | +2       | 4        |
| Libia    | 4        | 1        | 0        | 3        | 4        | 8        | -4       | 2        |
| Grecia   | 4        | 0        | 0        | 4        | 3        | 13       | -10      | 0        |

| Algeri 24 agosto 1975 | Algeria | 2 – 0 | Francia |  |

| Algeri 24 agosto 1975 | Libia | 1 – 0 | Grecia |  |

| Algeri 26 agosto 1975 | Algeria | 5 – 0 | Grecia |  |

| Algeri 26 agosto 1975 | Francia | 2 – 0 | Egitto |  |

| Algeri 29 agosto 1975 | Francia | 2 – 0 | Libia |  |

| Algeri 29 agosto 1975 | Algeria | 1 – 0 | Egitto |  |

| Algeri 31 agosto 1975 | Algeria | 2 – 1 | Libia |  |

| Algeri 31 agosto 1975 | Egitto | 5 – 2 | Grecia |  |

| Algeri 2 settembre 1975 | Egitto | 4 – 2 | Libia |  |

| Algeri 2 settembre 1975 | Grecia | 1 – 2 | Francia |  |

### Gruppo B
| Gruppo B   | Gruppo B | Gruppo B | Gruppo B | Gruppo B | Gruppo B | Gruppo B | Gruppo B | Gruppo B |
| Squadra    | G        | V        | N        | P        | F        | S        | DR       | PT       |
| ---------- | -------- | -------- | -------- | -------- | -------- | -------- | -------- | -------- |
| Tunisia    | 3        | 1        | 2        | 0        | 3        | 2        | +1       | 4        |
| Marocco    | 3        | 1        | 2        | 0        | 1        | 0        | +1       | 4        |
| Jugoslavia | 3        | 1        | 1        | 1        | 6        | 3        | +3       | 3        |
| Turchia    | 3        | 0        | 1        | 2        | 0        | 5        | -5       | 1        |

| Algeri 24 agosto 1975 | Tunisia | 3 – 2 | Jugoslavia |  |

| Algeri 24 agosto 1975 | Marocco | 1 – 0 | Turchia |  |

| Algeri 28 agosto 1975 | Jugoslavia | 0 – 0 | Marocco |  |

| Algeri 28 agosto 1975 | Tunisia | 0 – 0 | Turchia |  |

| Algeri 31 agosto 1975 | Jugoslavia | 4 – 0 | Turchia |  |

| Algeri 31 agosto 1975 | Marocco | 0 – 0 | Tunisia |  |

## Fase a eliminazione diretta
|  | Semifinali | Semifinali | Semifinali |         |         | Finale          | Finale          | Finale          |  |
|  |            |            |            |         |         |                 |                 |                 |  |
|  | Algeria    | Algeria    | 2          |         |         |                 |                 |                 |  |
|  | Algeria    | Algeria    | 2          |         |         |                 |                 |                 |  |
|  | Tunisia    | Tunisia    | 1          |         |         |                 |                 |                 |  |
|  | Tunisia    | Tunisia    | 1          |         | Algeria | Algeria         | 2               |                 |  |
|  |            |            |            |         | Algeria | Algeria         | 2               |                 |  |
|  |            |            | Francia    | Francia | 1       |                 |                 |                 |  |
|  | Francia    | Francia    | Francia    | Francia | 1       | 1 (3)           |                 |                 |  |
|  | Francia    | Francia    |            |         |         | 1 (3)           |                 |                 |  |
|  | Marocco    | Marocco    | 1 (1)      |         |         | Finale 3º posto | Finale 3º posto | Finale 3º posto |  |
|  | Marocco    | Marocco    | 1 (1)      |         |         |                 |                 |                 |  |
|  |            |            |            |         |         |                 |                 |                 |  |
|  |            |            |            |         |         | Tunisia         | Tunisia         | 1 (4)           |  |
|  |            |            |            |         |         | Tunisia         | Tunisia         | 1 (4)           |  |
|  |            |            |            |         |         | Marocco         | Marocco         | 1 (3)           |  |

### Semifinali
| Algeri 4 settembre 1975 | Algeria | 2 – 1 | Tunisia |  |

| Algeri 4 settembre 1975                      | Francia              | 1 – 1 | Marocco |  |
| \| \| \| \| \| \| Tiri di rigore 4 – 3 \| \| |                      |       |         |  |
|                                              |                      |       |         |  |
|                                              | Tiri di rigore 4 – 3 |       |         |  |

### Finale 7/8º posto
| Algeri 5 settembre 1975                      | Turchia              | 1 – 1 | Libia |  |
| \| \| \| \| \| \| Tiri di rigore 4 – 2 \| \| |                      |       |       |  |
|                                              |                      |       |       |  |
|                                              | Tiri di rigore 4 – 2 |       |       |  |

### Finale 5/6º posto
| Algeri 5 settembre 1975 | Jugoslavia | 2 – 0 | Egitto |  |

### Finale 3/4º posto
| Algeri 6 settembre 1975                      | Tunisia              | 1 – 1 | Marocco |  |
| \| \| \| \| \| \| Tiri di rigore 4 – 3 \| \| |                      |       |         |  |
|                                              |                      |       |         |  |
|                                              | Tiri di rigore 4 – 3 |       |         |  |

### Finale
| Algeri 6 settembre 1975 | Algeria | 3 – 2 | Francia |  |

## Medagliere
| Posizione | Paese      |
| --------- | ---------- |
|           | Algeria    |
|           | Francia    |
|           | Tunisia    |
| 4         | Marocco    |
| 5         | Jugoslavia |
| 6         | Egitto     |
| 7         | Turchia    |
| 8         | Libia      |
| 9         | Grecia     |